# Ask That God
Ask That God is het vierde studioalbum van het Australische electropopduo Empire of the Sun. Het album kwam uit op 26 juli 2024 en telt 12 nummers. Van het album zijn vier singles uitgebracht. Ook verschenen er diverse remixen.
De videoclips voor de singles zijn opgenomen in Thailand.

## Ontvangst
In recensies werd het album vooral positief ontvangen. Men prees de herkenbare muziekstijl, soepel geproduceerde non-bangers en suikerspintonen. Op recensieverzamelaar Metacritic heeft het album een score van 82%.

## Nummers
Het album bevat de volgende nummers:
1. Changes (3:38)
2. Cherry Blossom (3:27)
3. Music on the Radio (2:56)
4. The Feeling You Get (4:16)
5. AEIOU (met Pnau) (3:14)
6. Television (3:14)
7. Happy Like You (2:59)
8. Revolve (3:14)
9. Wild World (3:46)
10. Ask That God (3:02)
11. Rhapsodize (6:17)
12. Friends I Know (3:21)

## Medewerkers
- Luke Steele – zang, drums, gitaar
- Nick Littlemore – keyboards
- Mike Marsh – mastering
- Alex Ghenea - mixage
- Peter Mayes - mixage (nummers 3 en 5)
- Magnus Lidehäll - drums, keyboards (nummers 1,2,4,9)
- Pontus Winnberg - drums, keyboards (nummers 1,2,4,9)
- Vargas & Lagola - gitaar, keyboards (nummers 1,2,4,9)